# 总编辑时间
总编辑时间（英语：Time Of Chief-Editor），是凤凰卫视的一档评论类节目，现安排于凤凰卫视资讯台播出。“总编辑”指的是凤凰卫视的值班总编，包括吕宁思、何亮亮，杜平亦担任凤凰卫视值班总编，此后成为《时事开讲》固定评论员。而这些值班总编还在《凤凰焦点关注》上进行评论。
本节目於2013至2021年由中国忠旺冠名赞助（於2016年1月曾經暫停冠名），曾经由康恩贝冠名。

## 播出时间[1]
- 首播
  - 凤凰卫视资讯台，香港时间周一至周五22：00-22：30
  - 鳳凰衛視香港台：香港时间周二至周六01:00-01:30
- 重播
  - 凤凰卫视资讯台，香港时间周一至周五23：30-00：00、周二至周六03：30-04：00及10：30-11：00
  - 鳳凰衛視香港台：香港时间周二至周六04:00-04:30、09:00-09:30、13:30-14:00
  - 凤凰卫视中文台，香港时间周二至周六13:00

## 节目内容
该节目是一档智能型新闻兼评论节目，由凤凰资深的评论员或总编辑重点编选和剖析重点要闻并点评。节目还设有“可圈可评”和记者焦点等单元。在节目的最后则设有“世界新闻眼”，提供外国媒体的新闻资讯。这些外国媒体包括CNN、共同社、BBC、德国之声、KBS、美国之音、俄罗斯卫星通讯社、金融时报、香港电台和无线电视等。